# Stéréotypie
Pour les articles homonymes, voir Stéréotypie (psychiatrie) et Stéréotypie (autisme).

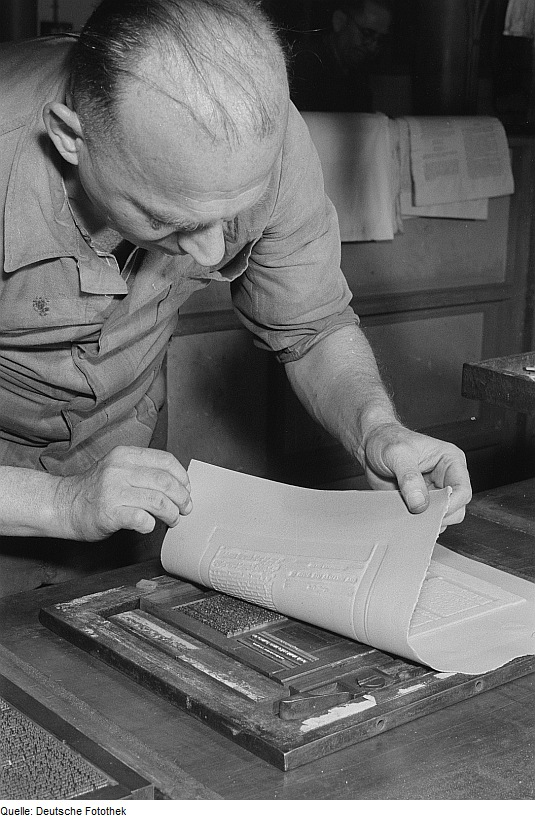
Moulage d’une composition typographique par un flan. Photographie de Roger et Renate Rössing, 1953

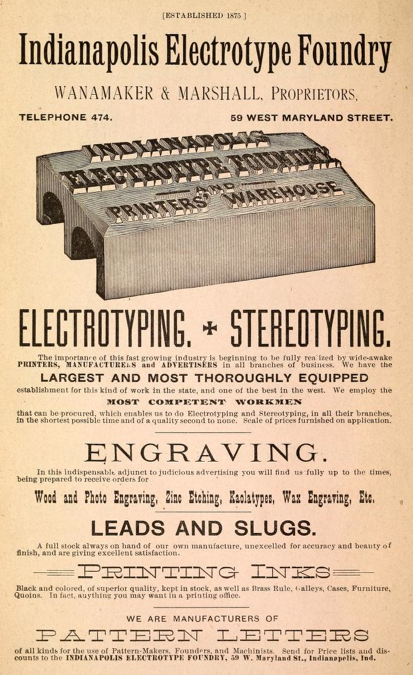
Affiche d’une société américaine montrant la variété des procédés en usage (1888)

La stéréotypie (du grec στερεός (stereos) « solide, dur » et τυπός (tupos) « empreinte, marque ») est une technique de fabrication de formes imprimantes en relief, en vue 
d'imprimer des textes, des images, ou leurs combinaisons, en impression typographique. Le résultat, une plaque de métal gravé ou moulé en relief, généralement montée sur une planche de bois qui lui donne la hauteur voulue, s'appelle un stéréotype. On l'appelle aussi un cliché.

## Dénominations
Développées parfois simultanément par plusieurs personnes, les variantes de la stéréotypie se sont vu attribuer des noms variés, dont la plupart sont tombés dans l’oubli ou ont pris des sens totalement différents. On peut ainsi trouver la polytipie, la polytypie ou le polytypage, la monotypie, l’homotypie, la stéréographie, le kaolatype, etc. Avec l’électricité, on a recours à la galvanotypie, ou électrotypie, soit pour remplacer la gravure à l’eau-forte, soit pour obtenir une copie métallique d’une gravure quelconque. Le mot stéréotype n’existe pratiquement plus aujourd’hui que par son sens figuré utilisé en sociologie, stéréographie désigne un procédé de vision du relief, monotype est une forme d’impression directe et unique, ou une marque de fabrication de texte par fonte de caractères séparés. Il convient donc d’être vigilant avec l’usage de ces termes.

### Autres utilisations du mot
La stéréotypie, utilisée pour les impressions massives, avait une qualité moindre et était faite rapidement, sujette à l'usure qui dégradait encore plus la qualité. Aussi le terme est-il rapidement devenu péjoratif. Au même titre que le « cliché », le « stéréotype » est devenu un terme courant dans le langage de la sociologie pour désigner les « idées toutes faites » ou de la psychiatrie pour des attitudes répétitives (stéréotypie rythmique).

## Histoire
La stéréotypie est née de la nécessité d'imprimer vite et en grandes quantités. Une forme immobilise un grand nombre de caractères qui, le temps où on procède à l'impression, ne peuvent pas être réutilisés. Il était parfois nécessaire de conserver les formes intactes afin de procéder à des retirages. Sinon, il aurait fallu recomposer la page, ce qui occasionnait un surcroît de travail. La stéréotypie consistait à prendre une empreinte de la forme avec du plâtre fin, puis on coulait dans ce moule l'alliage de plomb typographique traditionnel, ce qui donnait une plaque qui pouvait être utilisée pour imprimer, tandis que les caractères étaient distribués (remis dans leurs casses respectives) et pouvaient servir à une nouvelle composition. Les stéréotypes étaient conservés pour servir à une nouvelle impression identique à la première. On pouvait réaliser plusieurs stéréotypes de la même page qui pouvait donc être imprimée avec autant de presses distinctes.
La théorie de la stéréotypie est très simple. Ce qui l’est moins, c’est la pratique : toutes les recherches ont porté essentiellement sur le matériau destiné à recevoir l’empreinte : assez souple et ductile pour bien prendre l’empreinte, facile à démouler, séchant sans se rétracter ou se déformer, résistant au métal en fusion… Le sable, le plâtre additionné d’une infinité de substances, l’argile, etc., ont été utilisés. Il fallait parfois des appareils ou des installations spéciales pour mener le moulage à bonne fin.
Dans son ouvrage Histoire et procédés du polytipage et de la stéréotypie (brumaire an X), Armand-Gaston Camus mentionne une planche de cuivre, réalisée par moulage d'une empreinte faite dans du sable et remplie de plâtre, d’une forme typographique. La mauvaise qualité du moulage rendait certainement son utilisation aléatoire et limitée : il s’agit d’une page de calendrier, de petit format, qui aurait été réalisée par l’imprimeur français Valleye, mais la datation n’est pas fixée précisément.

### Premiers essais en Hollande
Le même auteur mentionne des compositions typographiques hollandaises que l’on désirait conserver, et qui ont été transformées en blocs uniques en soudant par le pied l’ensemble des caractères. C’était à l’évidence un expédient peu rentable puisqu’il n’économisait pas les caractères mobiles. Il semble que ce genre de travail ait été réalisé par un Van der Mey, père du peintre portraitiste Jérôme Van der Mey.
Des impressions auraient cependant été effectuées au début du XVIIe siècle au moyen de plaques moulées, dont la plupart auraient été brisées ou refondues après une utilisation qui les aurait usées.

### William Ged
L’invention de la stéréotypie efficace semble remonter à 1725, lorsque l’Écossais William Ged (1690-1749) compose avec ce procédé trois ouvrages : les Œuvres de Salluste (1739) et deux livres de prières. Mais devant l’hostilité des autres imprimeurs, le système est abandonné. Il est ensuite perfectionné par Alexander Tilloch (1784), puis Andrew Wilson en Grande-Bretagne.

### En France
Joseph Hoffman et son fils mettent au point le polytipe, sur le principe de Ged. Ici aussi la mobilisation des autres imprimeurs amène le Conseil d’État du Roi, en 1787, à supprimer l’Imprimerie polytipe, au motif que les Hoffman n’ont pas respecté leur engagement de n’utiliser que leur méthode, employant des caractères mobiles, et qu’en outre ils ont imprimé divers « libelles ». Plus tard, en 1792, Hoffman propose un nouveau système : ne possédant plus d’imprimerie et ne disposant pas de caractères, il les remplace par de types ressemblant à des poinçons, certains composant un caractère, les polytypes, d’autres groupant plusieurs caractères selon la fréquence des mots français, par exemple ais, etre, eurs, ment, etc., les logotypes. 
Dans le même temps un imprimeur de Toul nommé Joseph Carez poursuit la recherche et propose un perfectionnement appelé omotype. Carez découvre auprès d’un amateur de médailles la technique de la « frappe » (ce que les fondeurs de médailles appellent « clicher », d’où le terme de cliché qui apparaît à ce moment) : il laisse tomber sur le métal une lourde masse qui assure une bonne empreinte et un bon démoulage, au prix de longs tâtonnements. Il imprime ainsi un livre d’église en deux volumes (1786)  et vingt volumes de liturgie et d’instructions pour le diocèse, puis un Dictionnaire de la Fable et une bible en caractères nompareille (le plus petit corps). 
Puis viennent l’imprimeur et fondeur Louis-Étienne Herhan (1768-1855), et enfin les frères Didot, chacun travaillant de son côté pour arriver au même résultat en décembre 1797. Herhan s’associe aux Didot, puis se retire de l’association pour éditer des livres lui-même, ou chez Mame à Tours. Mais son procédé est plus cher que celui des Didot et il disparaît.
Jean-Baptiste Genoux (dit parfois Claude Genoux) imagine en 1808 une sorte de carton mou fait de plusieurs couches de papier fin entre lesquelles se trouve de l’argile fine (kaolin). Ce matériau malléable prend l’empreinte et une fois sec et dur, il peut être moulé pour obtenir un cliché. Genoux dépose un brevet en 1829. Il sera assez vite oublié, mais c’est finalement son « flan » (nom qu’il a donné à son invention, d’après le flan métallique destiné à devenir une médaille par la frappe) qui sera adopté plus tard par Marinoni et Worms.

#### Impression des assignats

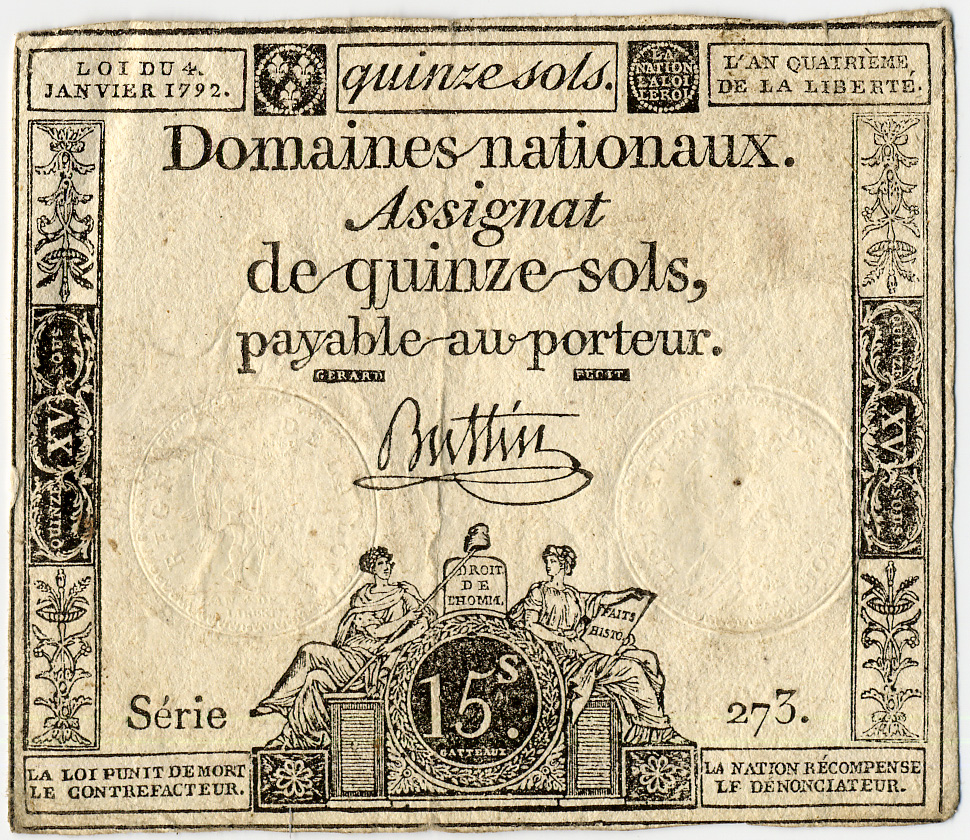
Assignat de 1792

Les assignats sont imprimés au moyen du polytypage de Hoffman doublé d’une impression en taille-douce selon un procédé imaginé par Philippe Gengembre (1764-1835) et développé par le technicien Martial Grassal. L’énorme quantité d’assignats à imprimer oblige à multiplier les formes imprimantes, d’abord en faisant graver plusieurs fois la même image, avec d’inévitables différences qui font que l’État se rend lui-même coupable de contrefaçon ! d’où le recours à la stéréotypie, qui permet les copies fidèles et complique la tâche des véritables contrefacteurs. La Convention ne lésine pas devant les recherches pour rendre les assignats infalsifiables… d’autant qu’elles sont payées en assignats. Il n’en demeure pas moins que les assignats ont été massivement imités, les meilleurs faux étant réalisés dans des ateliers particulièrement bien équipés à Londres.

### Évolution au cours du dix-neuvième siècle

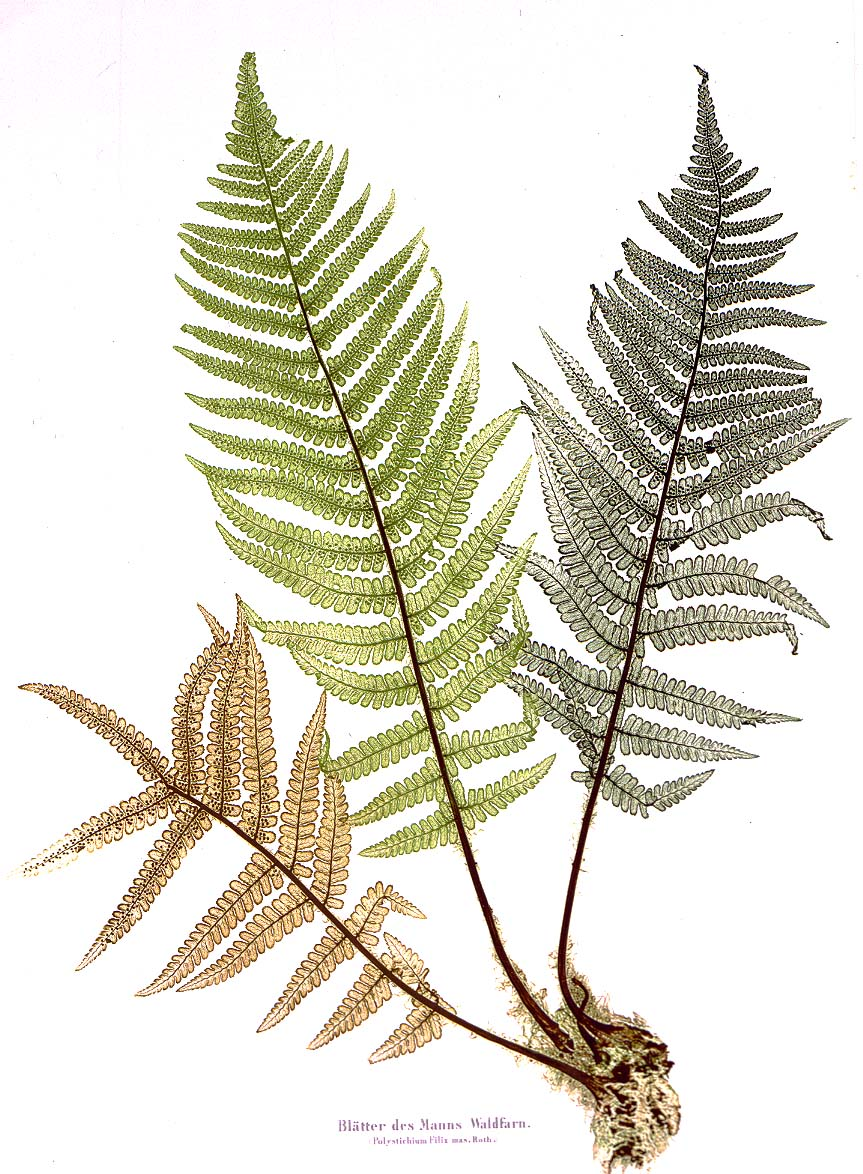
Impression naturelle, par Alois Auer (coloriée à la main)

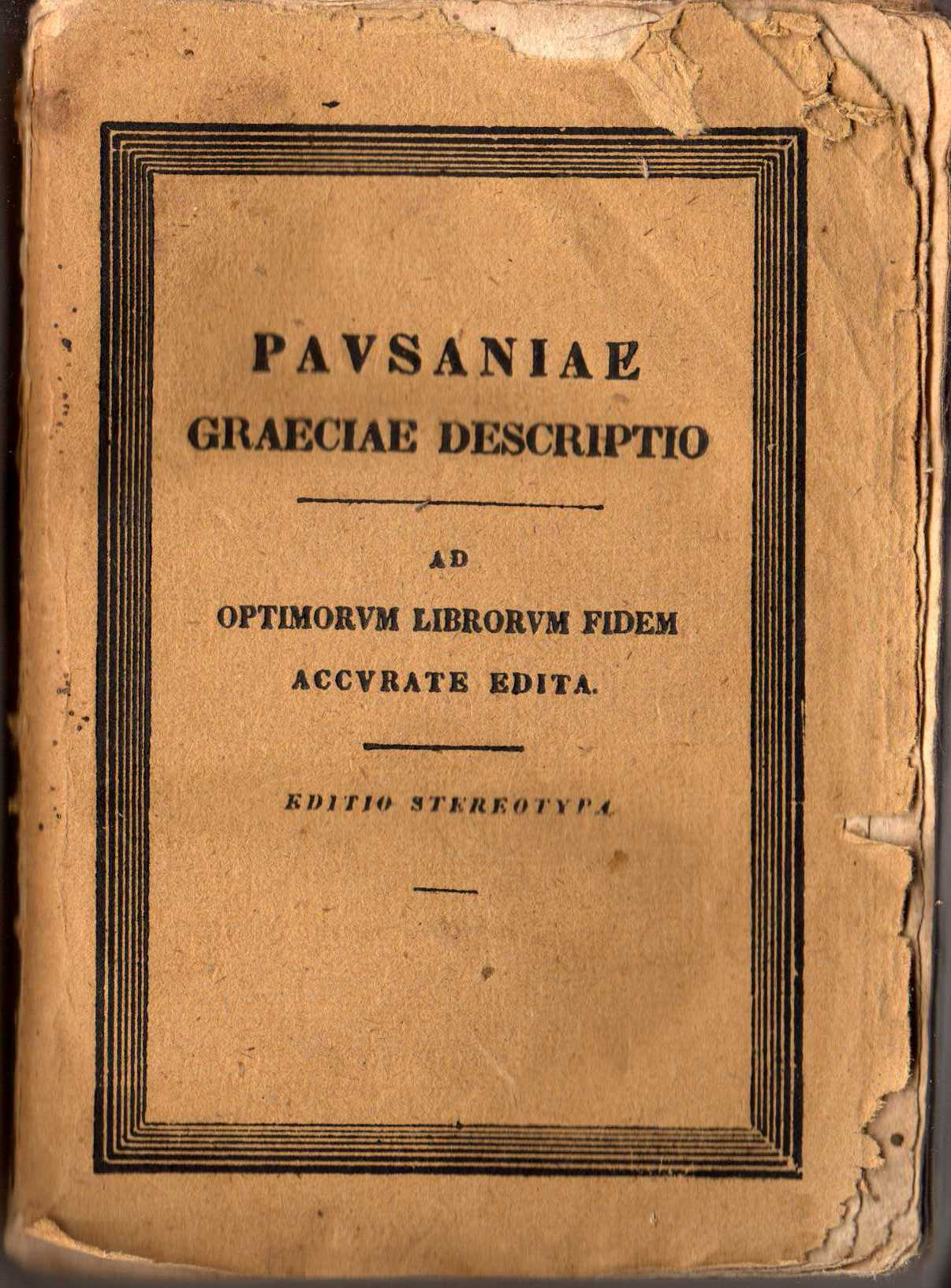
Couverture d'un ouvrage publié par Tauchnitz en 1829, avec mention stereotypa.

Dans les années 1820, Aloys Senefelder, inventeur de la lithographie, propose encore son procédé, la stéréographie, issue de ses recherches sur la lithographie, qui diffère peu des autres et ne connaît pas le succès.
Fin des années 1820, l'éditeur Tauchnitz (Leipzig) commence à imprimer des ouvrages brochés de petit format grâce à ce procédé, développant un collection qui va connaître un grand succès.  
En 1844, le pharmacien lyonnais Louis Tissier propose la tissiérographie, gravure à l’acide sur pierre, qui diffère peu dans son principe de l’« impression sur pierre » (Steindruckerei) de Senefelder précédant la lithographie.
Les techniques évoluent rapidement. Au milieu du XIXe siècle, la stéréotypie est devenue courante. En 1850 aux États-Unis, les éditeurs de Nathaniel Hawthorne tirent 2 500 exemplaires de son roman La lettre écarlate. Le tirage, très honorable pour l’époque, est épuisé en deux mois. Il faut recomposer entièrement la totalité des pages. Les 2500 nouveaux exemplaires sont vendus au même rythme. Il faut procéder à une nouvelle composition, avec les délais et le coût que cela impose à chaque fois. Cette fois les éditeurs comprennent où est leur intérêt, et font stéréotyper les compositions.

#### Impression par cylindre
La nécessité d’imprimer vite amène naturellement à l’idée d’imprimer au moyen d’un cylindre rotatif. Une forme rotative existe depuis longtemps dans l’impression des tissus et des papiers peints, permettant d’imprimer un motif répété sur une grande longueur. D’autre part, au lieu de s’appliquer simultanément sur la totalité de la surface à imprimer, la pression ne s’exerce que sur la bande étroite où le cylindre est en contact avec la surface du support, donnant une impression plus précise. Sur cette constatation, Koenig et Bauer vont construire une presse à cylindre : la forme est classique, mais c’est un cylindre qui exerce la pression tandis que le marbre portant la forme et la feuille de papier se déplace sous le cylindre. 
Une forme imprimante sur le cylindre, autre que la gravure sur bois des impressions sur tissu, est envisagée. Une presse à taille-douce est fabriquée ainsi. Pour l’impression typographique, la principale difficulté est de faire tenir sur un cylindre une composition de caractères en plomb. Une forme cylindrique, appuyée à un cylindre presseur également cylindrique, permet d’obtenir une vitesse d’impression élevée car on n’a plus les retours en arrière de la forme à chaque passage, le mouvement est continu. Les premières rotatives de Richard M. Hoe et de William Bullock fonctionnent avec des compositions classiques. Puis on viendra aux stéréotypes constitués d’un moulage d’une composition classique mis ensuite en forme cylindrique.

#### Galvanotypie

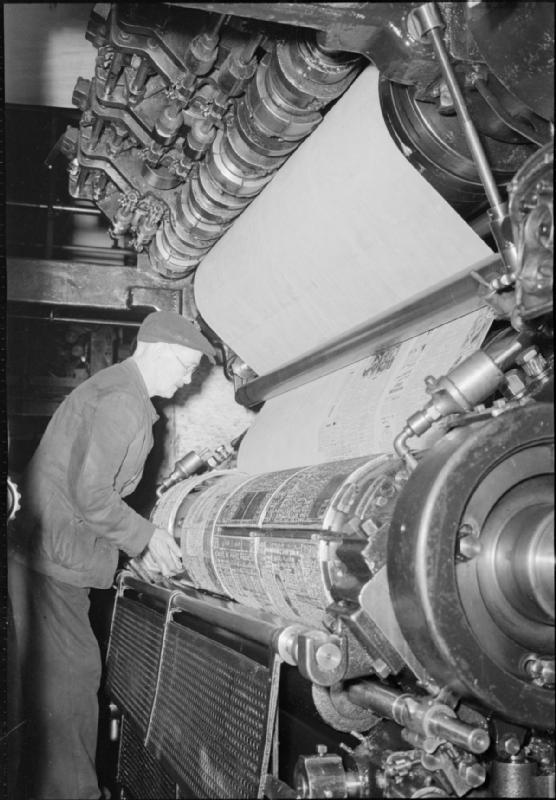
Clichés cintrés dans une rotative du Daily Mail, 1944

La galvanoplastie, métallisation obtenue par l’électricité (électrolyse), donne la galvanotypie, dite aussi électrotypie, fabrication de clichés à partir de moules classiques, ou fabrication des moules eux-mêmes. Elle permet la réalisation d’un cliché en relief avec un report de papier lithographique. On peut aussi graver des plaques de cuivre en creux, comme pour l’eau-forte, en remplaçant l’action de l’acide par une gravure galvanoplastique. La galvanotypie est un procédé de reproduction, et non de création, du fait qu’il part d’une gravure, d’une composition ou d’un quelconque objet préexistants.

#### Impression naturelle
L’Autrichien Alois Auer (1813-1869), dans les années 1840-50, perfectionne l’impression naturelle déjà pratiquée par Benjamin Franklin pour reproduire des plantes ou des objets de faible relief (broderies, etc.). L’objet est placé entre une plaque d’acier et une de plomb, puis passe sous une presse. Le relief s’imprime dans la plaque de plomb et il est possible de faire des tirages. La galvanotypie permet d’obtenir une plaque de cuivre plus résistante et durable.

#### Gillot: panéiconographie, gillotage
Firmin Gillot, aidé ensuite de son fils Charles Gillot, met au point un moyen de transférer une image, au moyen d’un papier report lithographique, sur une plaque de zinc, gravée à l’acide : ainsi une image peut-elle être imprimée en même temps qu’une composition typographique. Mais auparavant, en 1852, il a inventé la paniconographie, appelée plus tard gillotage, pour graver par procédé photochimique des clichés en relief : grâce à une exposition à la lumière, on peut faire une gravure chimique sur une plaque de métal, zinc ou autre, et reproduire ainsi des images au trait. Puis viendront les inventions, là aussi simultanées ou proches, du rendu des demi-teintes par application de la trame qui décompose l’image en points plus ou moins étendus, utilisée par l’américain Frederic Eugene Ives (1856-1937) : ce qu’on appellera la similigravure, perfectionnée jusqu’au XXe siècle.

#### Leggotypie
Au Canada, William Augustus Leggo dépose un brevet pour le leggotype, qui permet de reproduire des photographies au trait par photosensibilisation d’une plaque de métal (1865). En 1869, donc bien avant Ives, il utilise une trame qui permet le rendu des demi-teintes en photographie (granular photography).

#### Kaolatypie
En 1880, alors que la photogravure s’impose, il se trouve encore des tentatives dans le domaine du moulage traditionnel : ainsi le kaolatype, qui utilise pour la prise d’empreinte de l’argile de Chine (kaolin) déposée sur une plaque d’acier. Le brevet en a été acheté par Samuel Clemens, alias Mark Twain, qui fonde une société, la Kaolatype Company, pour exploiter ce procédé, avec peu de résultats.

## Période contemporaine
La stéréotypie trouve son apogée au XXe siècle, alors que les journaux sont imprimés sur des presses rotatives. La vitesse d’impression des journaux exige en effet des rotatives, donc des compositions cintrées sur un cylindre : les essais de telles compositions ont montré que les caractères mobiles ne tiennent pas sur de telles formes, alors que les plaques stéréotypiques se cintrent sans problème et sont de plus en plus faciles à mouler avec des flans, feuilles de matière souple prenant l’empreinte de la composition. 
Tant que se maintient l’impression typographique, la forme traditionnelle est toujours utilisée, avec les caractères mobiles composés soit à la main, soit avec des Linotypes pour le texte courant, des titreuses mécaniques telle la Ludlow Typograph, et des clichés pour les images, photographies ou publicités, mais elle ne sert plus que de base pour fondre les clichés stéréotypés.
Avec l’apparition et le développement de l’offset, le « cliché » perd son utilité. L’objet physique en métal et en bois est remplacé par des films photographiques, puis par des fichiers numériques. Cependant, le cliché en relief demeure nécessaire dans les modes d’impression qui subsistent, comme la flexographie, mais aussi les disciplines annexes comme la reliure, et tout ce qui demande une impression en relief (timbrage, embossage). Le renouveau de la typographie (letterpress) pour de petits tirages de luxe utilise des clichés en photopolymère.